# Glee (4.ª temporada)
A quarta temporada da série de televisão de comédia e drama da Fox, Glee, foi comissionada em 9 de abril de 2012.  Ela estreou em 13 de setembro de 2012 e é produzido pela 20th Century Fox Television, Ryan Murphy Television e Brad Falchuk Teley-Vision com produtores executivos Dante Di Loreto e co-criadores Ryan Murphy, Brad Falchuk e Ian Brennan.

## Enredo
Nova temporada, muitas mudanças. Nessa nova fase Rachel está ralando em NY tentando agradar os professores, na fictícia NYADA, Finn no exército, Puck “trabalhando” em Los Angeles, assim como Kurt que está trabalhando como garçom, Mercedes na UCLA em um projeto, Quinn em YALE se envolvendo com um professor mais velhos e em uma sociedade feminista secreta, Mike em Chicago e Santana primeiramente em Louisville fazendo a vontade de sua mãe. Artie receberá uma notícia importante em relação a carreira que quer seguir, mas uma pessoa irá lhe impedir de tomar logo uma decisão: sua mãe. Burt, o pai de Kurt, está com câncer de próstata. Sue já teve sua filha, mas ainda não revelou o nome do pai. Will e Emma ainda não se casaram. O glee club, pela primeira vez, está popular e não terá dificuldade de recrutar novos membros para suprir a falta dos antigos, como Marley que é filha da cozinheira da escola (que é ridicularizada por ser gorda). Marley desenvolverá problemas alimentares o que irá afetar o glee. E também Ryder, que descobre ter dislexia, o que irá explicar muito sobre seus estudos e sua vida. Mais tarde, ele conhecerá alguém pela internet, algo que primeiramente era bom e ingênuo, vai se transformar em algo suspeito, mas interessante. Brittany repetiu de ano e irá cometer todas as atrocidades que a cantora Britney Spears cometeu em uma fase de sua carreira, uma bela critica a cantora camuflada de comédia. Puck, irá conhecer o meio irmão Jake, e os dois tentarão aproximar e acabar com a rixa entre suas mães. Mercedes e Mike voltarão para Lima para ajudar o amigo Finn, que já se formou mas ainda está na escola meio que “trabalhando” e depois de um tempo ela receberá noticias sobre Los Angeles, que a levarão a tomar uma decisão importante em sua vida. Rachel reencontrará sua mãe biológica e ela ajudará Rachel para algo importante na vida da filha. Mas depois Rachel descobre que a politica da faculdade, NYADA, só permite que os alunos tenham atividades extracurriculares se tiveram permissão de todos seus professores, será que Rachel terá aprovação de Cassandra? Seria a primeira coisa boa que a professora iria fazer. Em um primeiro momento, alguns do núcleo escolar não se dão bem, mas um tiroteio na escola irá fazer todo mundo ir ao limite e repensar o que é importante. Muitos segredos também serão revelados ou começarão a ser. Além de vermos uma reviravolta na história, incluindo a amizade de Sue com Becky Jackson. Além disso Blaine irá descobrir o ‘guilty pleasures’ de Sam, levando ele a refletir, já que a fome é um problema mundial porque a obesidade também é? Todos acabam contando seus guilty pleasures e isso irá resultar em mais aproximação entre os membros do coral. No ultimo episódio, o glee club tem uma segunda chance de participar das Regionais, que aconteceu no auditório do McKinley, devido a motivos meteorológicos. Este episódio tem vários cliffhangers e surpresas, além da ida antecipada de Brittany para a faculdade. A quarta temporada possui uma reviravolta de eventos na vida de todos, onde uma sucessão de histórias aparecem e "reaparecem", pois tudo pode acontecer!

## Recepção
A quarta temporada teve bons indíces de audiência, assim como a terceira, tendo os episódios "The New Rachel" e "Britney 2.0" como os mais vistos. É a partir dessa que os indíces de audiência da série começaram a despencar. A temporada teve, pela segunda vez, a entrada de um ator do spin-off The Glee Project, sendo ele Blake Jenner. Essa é a principal divisora de águas dos principais casais, que acabam terminando seus relacionamentos, sendo eles Tike (Tina e Mike, que iniciaram a temporada separados), Samcedes (Sam e Mercedes), Finnchel (Finn e Rachel), Klaine (Kurt e Blaine) e Brittana (Brittany e Santana) e além de trazer novos casais e trângulos amorosos, como Bram (Sam e Brittany), Jarley (Jake e Marley), Bachel (Brody e Rachel) e os triângulos entre Jake, Marley, Ryder e Kitty, Nela, ocorre o tão aguardado casamento de Will e Emma, além do falso casamento entre Sam e Brittany. O episódio 18, "Shooting Star", se torna o episódio marco da temporada após Becky, com medo de se formar, trazer a arma de seu pai para a escola disparando ela por acidente, causando medo e pânico em alunos e professores, fazendo Sue "ser a culpada pelos disparos" e levando à sua demissão, com o intuíto de proteger Becky. Foi com o episódio 19, "Sweet Dreams", que Cory Monteith fez sua última aparição na série, antes de sua trágica morte, e no mesmo, a exibição da regravação da performance de Don't Stop Believin', do episódio piloto. A quarta temporada traz diversas homenagens: pela segunda temporada consecutiva à Britney Spears (no segundo episódio), ao filme de maior bilheteria Grease (no quinto e sexto episódios), ao musical Mamma Mia! (no décimo sétimo episódio) e ao cantor Stevie Wonder (no vigésimo primeiro episódio). Sendo acompanhada do lançamento do DVD Glee: The Complete Fourth Season, do compilado Glee: The Music, The Complete Season Four, e dos álbuns Glee: The Music, Britney 2.0; Glee,The Music presents: Grease e Glee: The Music, Season 4 Volume 1.

## Elenco

### Elenco Principais
- Chris Colfer como Kurt Hummel (19 episodios)
- Darren Criss como Blaine Anderson (22 episodios)
- Jane Lynch como Sue Sylvester (16 episodios)
- Kevin McHale como Artie Abrams (22 episodios)
- Lea Michele como Rachel Berry (19 episodios)
- Cory Monteith como Finn Hudson (15 episodios)
- Heather Morris como Brittany Pierce (19 episodios)
- Matthew Morrison como Will Schuester (17 episodios)
- Chord Overstreet como Sam Evans/Evan Evans (22 episodios/1 episódio)
- Amber Riley como Mercedes Jones (8 episodios)
- Naya Rivera como Santana Lopez (16 episodios)
- Mark Salling como Noah Puckerman (9 episodios)
- Harry Shum, Jr. como Mike Chang (5 episodios)
- Jenna Ushkowitz como Tina Cohen-Chang (22 episodios)

### Elenco recorrente
- Dianna Agron como Quinn Fabray (3 episodios)
- Jayma Mays como Emma Pillsbury (11 episodios)
- Dot-Marie Jones como Shannon Beiste (7 episodios)
- Mike O'Malley como Burt Hummel (3 episodios)
- Iqbal Theba como Sr. Figgins (7 episodios)
- NeNe Leakes como Roz Washington (3 episodios)
- Nolan Gerard Funk como Hunter Clarington (4 episodios)
- Grant Gustin como Sebastian Smythe (3 episodios)
- Dean Geyer como Brody Wetson (13 episodios)
- Lauren Potter como Becky Jackson (11 episodios)
- Josh Sussman como Jacob Ben Israel (2 episodios)
- Vanessa Lengies como Sugar Motta (9 episodios)
- Samuel Larsen como Joe Hart (14 episodios)

### Segunda Geração (Novas Direções)
- Alex Newell como Wade "Unique" Adams (21 episodios)
- Melissa Benoist como Marley Rose (22 episodios)
- Jacob Artist como Jake Puckerman (22 episodios)
- Blake Jenner como Ryder Lynn (18 episodios)
- Becca Tobin como Kitty Wilde (22 episodios)

### Estrelas Convidadas
- Whoopi Goldberg como Carmen Tibideaux (2 episodios)
- Kate Hudson como Cassandra July (5 episodios)
- Sarah Jessica Parker como Isabelle Wright (3 episodios)
- Idina Menzel como Shelby Corcoran (1 episodio)
- Ashley Fink como Lauren Zizes (1 episodio)
- Damian McGinty como Rory Flanagan (1 episodio)
- Jessalyn Gilsig como Terri Del Monico (1 episodio)
- Romy Rosemont como Carole Hudson-Hummel (1 episodio)
- Oliver Kieran Jones como Adam Crawford (1 episodio)

## Episódios
| N.º na série | N.º na temp. | Título                                                                       | Dirigido por        | Escrito por                    | Exibição original       | Cód. de produção | Audiência (milhões) |
| --- | ------------ | ---------------------------------------------------------------------------- | ------------------- | ------------------------------ | ----------------------- | ---------------- | ------------------- |
| 67 | 1            | "The New Rachel" "(A Nova Rachel)" (BR)                                      | Brad Falchuk        | Ryan Murphy                    | 13 de setembro de 2012  | 4ARC01           | 7.41                |
| Ao chegar em NYADA Rachel percebe que terá muitos obstáculos pela frente, começando com sua professora implicante de dança chamada Cassandra July, que tem um pequeno problema com o álcool. Os estudantes começam um novo ano no McKinley, e os membros do Glee Club aproveitam a fama por terem ganho as nacionais no último ano. Sue teve sua filha chamada Robin e ao apresentá-la a Kurt, que está trabalhando como garçom, ele conhece Kitty, uma garota má que fala o que pensa dos outros. Rachel conhece Brody, um veterano que lhe diz que ela é a mais talentosa em NYADA e lhe da conselhos de como interagir com Cassandra. Will nota que o Glee Club se tornou mais popular após vencerem o campeonato nacional, principalmente quando ele abre as inscrições para o New Direction e as mesmas se esgotam em minutos. Wade "Unique" Adams se transfere para o McKinley por não aguentar a pressão imposta por Jesse, e logo de início compete junto com Blaine, Tina e Brittany o cargo de "A Nova Rachel". Uma aluna nova chamada Marley faz sua inscrição para entrar no Glee club, e tenta se juntar a eles no almoço, mais eles a ignoram pois Kitty revela que se eles querem ser populares terão que saber escolher com que andam, nisso ela insulta a nova cozinheira da escola e pressiona para que os membros do Glee club façam o mesmo, Marley fica ressentida pois todos estão falando mal de ninguém mais ninguém menos que sua mãe. As audições por novos membros começam e um aluno novo chamado Jake se apresenta, Will aprova sua apresentação e pede para ele parar no meio da musica, Jake se irrita por acgar que Will iria reprová-lo no teste e se enfurece. Marley se apresenta e os membros do New Directions ficam impressionados com o seu talento. Rachel usa as dicas dadas por Brody, e acaba surpreendendo Cassandra. Blaine pergunta para Brittany noticias de Santana e ela lhe diz que só a vê por Skype. A Lista dos membros oficiais do New Directions sai, Marley foi aceita mais Jake não, ele se irrita novamente e rasga a lista. Curioso Will pesquisa sobre Jake, e acaba descobrindo que ele é irmão de Puck e revela para Jake que gostou da sua apresentação, mais que para ele entrar no clube terá que mudar suas atitudes. Artie que havia sido escolhido para decidir quem seria "A Nova Rachel" escolhe Blaine. Kitty permite que Marley se sente junto a eles no almoço, já que ela agora era membro oficial do clube. Novamente Kitty pressiona os membros do clube a fazer piadas da nova cozinheira, mas Marley se irrita e revela que a cozinheira é sua mãe. Blaine se sente mal por ver Kurt em Lima, e diz que queria vê-lo em Nova York. Os membros do New Directions pedem desculpas a Marley, mas Kitty descide romper a sociedade e não ajudar mais eles a serem populares, e seus jogadores de futebol seguidores jogam raspadinha em Unique e Marley. Jake observa Marley cantando junto com o New Directions mas vai embora. Rachel liga para Kurt, e diz que esta com saudades e odiando sua nova vida, ao telefone Kurt pede a ela que se vire-se e então ela se depara com Kurt em Nova York. |              |                                                                              |                     |                                |                         |                  |                     |
| 68 | 2            | "Britney 2.0" "(Britney 2.0)" (BR)                                           | Alfonso Gomez-Rejon | Brad Falchuk                   | 20 de setembro de 2012  | 4ARC02           | 7.46                |
| Brittany é expulsa das Cheerios por Sue, que acha que ela é um mal exemplo para as outras após tirar "F-" em uma prova. Sentindo falta de Santana que não tem mais tempo pra ela, Brittany entra em uma crise emocional. Em NYADA Rachel ainda sofre com a implicância de Cassandra, que a exclui das aulas de tango por achar que ela não é sexy o suficiente. Will revela que o Diretor Figgins planeja uma apresentação de volta às aulas, e cria uma nova "Semana Britney" para ajudar Britanny. Kurt e Rachel compram um apartamento em Nova York e Kurt diz a Rachel que irá tentar um emprego no site da Vogue. Unique tenta se aproximar de Marley, e pergunta em qual menino da escola ela está interessada. Marley diz que acha Jake bonito, mas Unique alerta que ele é um mulherengo e esta partindo corações das meninas a duas semanas.Ao conversar com Kurt, Rachel descobre que Cassandra é tão rancorosa porque em seu primeiro espetácuo ela quase espancou um idoso porque o celular dele tocou no meio da apresentação dela. Rachel decide pedir a ajuda de Brody para fazer uma dança sexy com ela inspirada na semana "Britney 2.0" que está acontecendo no Glee Club. Brody diz que Cassandra não permite que veteranos se apresentem, mas aceita ajudá-la. Brittany tenta raspar o cabelo mas é impedida por Will. Marley canta com Jake e começa a ver que por baixo daquela arrogância está um garoto bom. Os membros do New Directions estão preocupados com a falta de ânimo de Brittany e pedem para que ela seja a cantora principal na apresentação de boas vindas. Brittany aceita porém diz que irá dublar pois não irá ter voz para cantar, eles não concordam porém aceitam. Rachel faz sua apresentação para Cassandra, que não parece satisfeita. Rachel se irrita e diz que Cassandra esta com ciúmes deles pois eles tem uma carreira pela frente e ela é só uma piada do Youtube. Os seguidores de Kitty continuam humilhando a mãe de Marley, e Jake a defende surpreendendo Marley que agora está gostando dele. Will separa a briga e leva Jake para falar com Puck que voltou de Los Angeles para dizer a Jake que aquela atitude não vai levá-lo a lugar nenhum. O New Directions faz uma péssima apresentação de boas vindas, e Kitty percebe que é dublagem e anuncia a todos. Will fica furioso e diz que se o comitê de corais souber que eles dublaram, eles poderão ser impedidos de se apresentar nas Seccionais, Brittany deixa o Glee club por achar que é sua culpa. Rachel se desculpa com Cassandra, que revela que a vida nos musicais é pior que em NYADA. Sam tenta ajudar Brittany com sua crise, e percebe que ela está interpretando a história de Britney Spears. Brittany diz que sente falta de Santana, mais está pronta para o retorno triunfal, assim como Britney fez, ela fala com Sue e diz que quer voltar para as Cheerios e mostra um "C-" em sua prova de história americana, conseguido graças a ajuda que Will e Emma estão dando. Rachel escreve o nome de Finn na parede e diz a Kurt que sente falta de dele. Kurt diz para ela não se preocupar pois ele a ama e a liberdade que ele deu a ela é um presente. Brody faz uma visita a eles e Kurt os deixa sozinhos, ele tenta beijá-la mais Rachel se afasta, e ele diz que irá respeitá-la, mais que gostaria que ela soubesse que quando eles estão juntos ele gostaria de beija-la. Jake fala com Marley, que acha que ele esta gostando dela. Ela agradece por ele ter defendido sua mãe, e diz que havia esquecido de entregar a jaqueta dele. Jake diz que fica bonita em Marley, mas Kitty os interrompe dizendo que fica melhor nela, e revela que os dois estão namorando. Jake entra no Glee Club e Marley canta uma musica por estar triste em relação a Jake. Cassandra permite que Rachel faça as aulas de tango, e se impressiona com seu resultado. Santana não dá mais noticias e Rachel apaga o nome de Finn da parede. |              |                                                                              |                     |                                |                         |                  |                     |
| 69 | 3            | "Makeover" "(Transformação)" (BR)                                            | Eric Stoltz         | Ian Brennan                    | 27 de setembro de 2012  | 4ARC03           | 5.79                |
| Quando Kurt se muda para New York, Blaine tenta se distrair da solidão e entra na disputa para presidente estudantil assim como em várias outras atividades extracurriculares. A mudança faz com que ele entre em conflito com Brittany, que quer um segundo mandato. Brittany pede para que Artie seja seu vice, quando Sam fica ofendido por ela não ter escolhido ele, ela o coloca como vice de Blaine o qual aceita a proposta. Após enfrentar problemas para a criação de novas ideias para o New Directions, Will começa a temer que está perdendo seu entusiasmo pelo mundo dos corais. Quando uma oportunidade de reacender sua paixão e causar um um impacto positivo e duradouro nos seus alunos, o novo e preguiçoso Will recebe estímulos de duas fontes bem diferentes. Logo após conquistar um estágio com a famosa ícone da moda Isabelle Klempt (Sarah Jessica Parker), Kurt tem uma ideia totalmente insana de revitalizar a marca flácida da fashionista. Enquanto sua iniciativa faz com que o mesmo ganhe um novo mentor e uma total (e precisa) mudança de visual em Rachel, o seu sucesso também poderá causar problemas em Lima. No fim, Will decide ir para Washington lutar pelas artes nas escolas públicas e Blaine e Sam ganham a eleição após um péssimo discurso de Brittany no debate. Blaine começa a perceber que está cada vez mais distante de Kurt quando ele ignora um ligação sua. Rachel tem um encontro com Brody em seu apartamento, e não conseguindo resistir a tentação ela o beija, logo após beijá-lo a campainha toca, ela vai abrir achando que é Kurt e dá de cara com Finn. |              |                                                                              |                     |                                |                         |                  |                     |
| 70 | 4            | "The Break Up" "(Término)" (BR)                                              | Alfonso Gomez-Rejon | Ryan Murphy                    | 4 de outubro de 2012    | 4ARC04           | 6.07                |
| A relação dos casais Finchel, Klaine, Brittana e Wemma serão levadas à prova. Finn e Rachel estão em clima tenso após ele aparecer do nada e flagrar ela em um encontro com Brody (mesmo sem ele saber do beijo), eles conversam e Finn explica que não respondeu suas ligações pois estava com vergonha por ter sido dispensado do exército por levar um tiro na perna enquanto limpava a arma, sendo que ele estava totalmente confiante quando a deixou, Rachel diz que agora eles podem encontrar algo em que Finn se encaixe em Nova York, porém cada vez mais ele percebe que ali não é o seu lugar. Enquanto isso Blaine também aparece inesperadamente e Kurt fica muito feliz, porém ao saírem em casais, Blaine revela que traiu Kurt, por estar se sentindo sozinho e Rachel conta para Finn sobre o beijo com Brody. No outro dia, Finn e Blaine voltam para Ohio e durante uma reunião do New Directions, Will apresenta possíveis escolhas para o musical do ano, Finn sugere Grease e todos aceitam. No fim, Rachel vai até Ohio só para conversar com Finn e então Finchel terminam porque Rachel cansou de esperar por Finn e ele nunca retornava as ligações. Klaine terminam porque Blaine estava traindo Kurt com o pretexto de estar se sentindo só. Brittana também terminam porque Santana jogou limpo e disse que já estava sentindo atração por outras garotas em sua faculdade, porém disse pra Brittany não encarar aquilo com um término definitivo. Wemma não termina, porém sua relação fica por um fio, já que Emma não quer ir para Washington com Will. |              |                                                                              |                     |                                |                         |                  |                     |
| 71 | 5            | "The Role You Were Born to Play" "(O Papel Que Você Nasceu Para Fazer)" (BR) | Brad Falchuk        | Michael Hitchcock              | 8 de novembro de 2012   | 4ARC05           | 5.68                |
| Com as audições para o musical da escola em pleno andamento, nem todos os membros do New Directions estão animados em participar; Enquanto isso Artie chama Finn para ser co-diretor e Finn hesita, porém Artie diz que ele só precisa de pessoas que o ajudem então Mercedes e Mike aparecem, e a aparição desse último faz com que Tina não queria fazer a audição para Grease. Wade/Unique revela para Marley que quer o papel de Rizzo, mesmo sendo homem depois dela dizer que quer o de Sandy. Sue diz que não irá permitir isso, porém eles fazem a audição mesmo assim e são elogiados por Mercedes, Mike, Finn e Artie. Finn ao perceber que precisava de algum cara para interpretar Danny Zuko, recruta o novato secundanista Ryder Lynn que faz uma ótima audição. Ao ver Ryder e Marley conversando no corredor Jake resolve fazer a audição ao lado de Kitty para os papéis de Danny e Sandy respectivamente, e eles mandam muito bem. Todos os outros papéis são escolhidos, exceto o de Danny e Sandy, então Finn resolve fazer um callback com Ryder, Marley, Jake e Kitty para ver qual casal se sai melhor. No fim , Marley consegue o papel de Sandy e Ryder o de Danny, fazendo Kitty ficar furiosa e Finn provoca a ira de Sue ao colocar Wade/Unique como Rizzo. |              |                                                                              |                     |                                |                         |                  |                     |
| 72 | 6            | "Glease" "(Glease)" (BR)                                                     | Michael Uppendahl   | Roberto Aguirre-Sacasa         | 15 de novembro de 2012  | 4ARC06           | 5.22                |
| O Glee Club está empolgadíssimo, pois a estreia de Grease será em poucos dias. Will anuncia sua saída temporária do McKinley, o que deixa todos revoltados, principalmente Tina. Sue tenta impedir a todo custo que Finn tome conta do Glee Club enquanto Will estiver fora, mas Figgins não acata sua ideia, trazendo sua fúria de volta. Rachel revela a Brody que terá seu primeiro grande teste em Nova York com um diretor muito exigente, e Cassandra recomenda a ela desistir, porque ela talvez não aguente a pressão. Rachel no entanto sugere que Cassandra também faça o teste, para poder recomeçar sua carreira de atriz. Cassandra convida Brody para ser seu novo assistente, ele concorda, porém diz que terão que começar depois porque ele prometeu a Rachel que iria ajudá-la com sua audição. Marley começa a se preocupar com seu peso porque seus figurinos para a peça estão ficando apertados demais, mas é revelado que Kitty está secretamente apertando seus figurinos para ela começar a se sentir gorda e achar que ficará igual a sua mãe. Kitty convida Marley, Tina, Sugar, Unique e Brittany para uma festa do pijama, onde ela tira sarro de Marley e a convence a tentar vomitar tudo que come para emagrecer. Finn tenta pedir desculpas a Sue por ter chamado sua filha de retardada, mas ela não aceita. Como vingança, Sue reserva o auditório por todos os dias antes da estreia, sem deixar o grupo ensaiar, Finn então convida Ryder, Jake, Artie, Sam e Joe para ensaiar na oficina. Rachel fica em dúvida se deve ir com Kurt a Lima para ver a estreia de Grease, mas Cassandra a incentiva a ir e ela acaba aceitando. Sue convence os pais de Unique a não permitir que ele faça a peça, Finn então convida Santana para seu lugar. A noite de estreia chega, e Rachel e Kurt se emocionam ao entrar no colégio e reviver lembranças da escola, e logo após eles encontram Mercedes. Kurt reencontra Blaine, e Rachel reencontra Finn, o que causa um estranho clima entre os casais. A peça começa, com um número de Blaine, deixando Kurt emocionado. Novamente as roupas de Marley ficam apertadas, e novamente Kitty a convence de vomitar para emagrecer, mas Ryder percebe e tenta ajudá-la, falando que ela será sempre linda não importa quantos quilos ela tenha. Santana e Brittany conversam antes da apresentação da primeira, e a segunda revela que sente sua falta. Mike e Tina fazem as pazes. Kitty aterroriza Marley mais uma vez, mas Ryder a acalma, e ele acaba a beijando, sendo o beijo visto por Jake. Na apresentação da última música, Rachel tem um dejà-vu, já que essa foi a primeira música que ela e Finn cantaram juntos. Ela vai embora antes do número acabar e liga para Brody para pedir para ele consolá-la, porém Cassandra atende seu celular, revelando a Rachel que ela e Brody passaram a noite juntos. Rachel fica arrasada e Finn percebe, e os dois combinam de nunca mais se falar. Blaine tenta se desculpar com Kurt, mas ele nem sequer escuta. O crítico que estava assistindo ao musical parabeniza a todos, principalmente Artie e Finn, os diretores. Will deixa o colégio, e Finn oficialmente assume o Glee Club. |              |                                                                              |                     |                                |                         |                  |                     |
| 73 | 7            | "Dynamic Duets" "(Duetos Dinâmicos)" (BR)                                    | Ian Brennan         | Ian Brennan                    | 22 de novembro de 2012  | 4ARC07           | 4.62                |
| Blaine funda no colégio um novo clube: Os Super-Heróis do Mckinley. O New Directions descobrem que o troféu que ganharam nas Nacionais foi roubado por um aluno da Dalton Academy, antigo colégio de Blaine e também o lar dos Warbles, coral rival do New Directions. Kitty e Ryder entram no Glee Club depois de sua boa performance no musical. Finn começa a ter dificuldades em substituir Will, e a treinadora Beiste sugere que ele seja um super-herói para aqueles alunos. Jake e Ryder começam a disputar a atenção de Marley. Blaine vai até a Dalton recuperar o troféu, e lá, conhece o novo capitão dos Warbles, Hunter. Ele diz que o troféu voltará ao McKinley no momento em que Blaine voltar aos Warbles. Finn se veste de super-herói para a reunião do coral e diz que os maiores inimigos devem unir forças. Portanto, ele convoca Marley e Kitty para fazer um dueto, assim como Ryder e Jake. Porém, ambas as duplas encontram dificuldades para fazer a tarefa, tanto que Jake e Ryder chegam a brigar fisicamente durante sua apresentação. Finn então sugere aos dois para contar um ao outro seus piores medos e fraquezas, para que assim possam se unir. Blaine diz a Finn que está seriamente pensando em voltar aos Warbles, para não sentir mais saudade de Kurt. Marley confessa a Kitty que não se sente a vontade com sua fantasia, já que se sente gorda, e acaba revelando a ela que continua a vomitar tudo o que come para emagrecer. Ao fazer a tarefa de Finn, Jake revela a Ryder que se sente completamente deslocado, por ser meio-negro e meio-judeu. Já Ryder revela algo mais chocante ainda: ele é disléxico. Ao contrário do que se esperava, Kitty ajuda Marley a se sentir bem consigo mesma e as duas arrasam em seu dueto. Finn anuncia a todos que Blaine decidiu se transferir de volta para a Dalton, causando o choque de todos. Jake conta a Finn sobre Ryder e Finn o leva para uma psicopedagoga para ajudar Ryder com sua dislexia. Jake defende a mãe de Marley dos jogadores de futebol, e depois Ryder o defende deles, fazendo os dois se tornarem amigos. Jake liga para Puck para pedir conselhos de como conquistar Marley. Sam tenta convencer Blaine a não voltar a Dalton, Blaine então revela que só quer ir porque se sente culpado pelo que fez com Kurt. Sam mostra a ele que sua verdadeira família está no Mckinley, mesmo sem Kurt. Com isso, Blaine decide ficar e juntos os dois recuperam o troféu do New Directions. Ryder cancela seu encontro com Marley para realmente se concentrar em seus estudos, e Kitty diz a ela que ele desmarcou porque já não está mais tão interessado nela tanto assim. Marley então, um pouco brava, convida Jake para sair, e ele aceita. Blaine e Sam trazem o troféu das Nacionais de volta a sala do coral, e todos presenteiam Finn por ser um bom líder para todos. |              |                                                                              |                     |                                |                         |                  |                     |
| 74 | 8            | "Thanksgiving" "(Ação de Graças)" (BR)                                       | Bradley Buecker     | Russel Friend & Garrett Lerner | 29 de novembro de 2012  | 4ARC08           | 5.39                |
| Chegou o dia de Ação de Graças, e como prometeram, Quinn, Puck, Santana, Mercedes e Mike voltam a Lima para passar o feriado com seus amigos. Como as Seccionais também estão chegando, Finn coloca cada um como mentor de um calouro do New Directions: Puck com Jake, Santana com Marley, Kitty com Quinn, Wade/Unique com Mercedes e Ryder com Mike. Jake revela a Ryder, que agora é seu grande amigo, que saiu com Marley, mas por incrível que pareça Ryder não fica bravo e apoia que o amigo continue saindo com ela, desde que ele não a magoe. Enquanto isso, em Nova York, Rachel e Kurt combinam de passar o feriado juntos e não ir para Lima, já que as tristes lembranças de lá ainda estão frescas em suas mentes. Começam os ensaios para as Seccionais. Ryder é eleito pelos garotos o melhor dançarino, o que incomoda Jake, enquanto que Quinn, Santana e Brittany fazem uma apresentação juntas depois de meses. Santana percebe que Marley não se sente bem, mas Marley mente dizendo que está cansada. Kitty confessa a Quinn que ela é sua ídola. Marley pergunta a Jake porque ele desistiu de ser o líder da dança das Seccionais já que ele gosta tanto de dançar, e ele diz que fez isso por yder, já que ele está se sacrificando muito por ele. Brody assume o lugar de Cassandra na aula de dança de Rachel, e ela quase vai embora, porque ainda está brava com ele por ter dormido com Cassandra. Já ele diz que ele não tem culpa, já que Rachel se mostrou indisponível desde que se conheceram. Mas para se redimir com ela, ele pergunta se pode se juntar a ela e Kurt em sua comemoração de Ação de Graças, e ela aceita. Quinn intima Jake a se afastar de Marley, pensando que ele fará o mesmo que Puck fez com ela. Kurt convida Isabelle, sua chefe e amiga na Vogue a passar o feriado com ele e com Rachel. Santana descobre que Marley está tomando remédios para vomitar, e culpa Kitty por isso. Quando vai falar com Quinn sobre o assunto, as duas brigam feio e uma dá um tapa na cara da outra. Jake percebe que Ryder está com dificuldades para dançar Gangnam Style, e decide ajudá-lo, revelando assim a ele que faz aulas de ballet. Brody cozinha o jantar de Ação de Graças com Rachel e Kurt, e Isabelle chega, com vários amigos, tornando uma simples comemoração em uma festa. As Seccionais começam com o número dos Warbles, e logo depois com o outro coral concorrente, o Menonitas Rosadale. Will aparece na plateia antes da apresentação do New Directions, deixando todos animados, menos Marley, que está apavorada. Jake tenta acalmá-la, e Ryder pede a Jake que seja o líder da dança na apresentação. O New Directions se apresenta, porém Marley desmaia no palco assim que a apresentação termina. |              |                                                                              |                     |                                |                         |                  |                     |
| 75 | 9            | "Swan Song" "(Canção de Despedida)" (BR)                                     | Brad Falchuk        | Stacy Traub                    | 6 de dezembro de 2012   | 4ARC09           | 5.43                |
| O New Directions tira Marley do palco, mas Will manda todos voltarem, pois podem ser desclassificados. Porém Sue dá a eles a notícia de que os juízes deram o título aos Warbles, sendo assim a primeira vez que o New Directions perde as Seccionais |              |                                                                              |                     |                                |                         |                  |                     |
| 76 | 10           | "Glee, Actually" "(Simplesmente Glee)" (BR)                                  | Adam Shankman       | Matthew Hodgson                | 13 de dezembro de 2012  | 4ARC10           | 5.26                |
| Em um tributo ao filme “Simplesmente Amor” (“Love, Actually”), storylines aparentemente distintas se juntam como um episódio com temática natalina, no qual Sam (Chord Overstreet) e Brittany (Heather Morris) vivem o máximo de suas vidas antes que o fortemente anunciado Apocalipse Maia ocorra. Enquanto isso, Jake (Jacob Artist) e Puck (Mark Salling) passam um tempo juntos para o Hanukah, e Artie (Kevin McHale) tem um sonho relacionado aos feriados de fim de ano que mudará sua visão sobre a vida, além de Kurt (Chris Colfer) ganhar um natal inesquecível. |              |                                                                              |                     |                                |                         |                  |                     |
| 77 | 11           | "Sadie Hawkins" "(Sadie Hawkins)" (BR)                                       | Bradley Buecker     | Ross Maxwell                   | 24 de janeiro de 2013   | 4ARC11           | 6.79                |
| Kurt finalmente conseguiu entrar na faculdade e percebe que tudo ainda é muito parecido com o colegial, com a divisão de grupos. Após perceber que estava sozinho novamente, Kurt procura cursos extra-curriculares, para que pudesse conhecer novas pessoas, se interessando pelo coral. Enquanto isso, Sam está convencido do que os Warblers trapacearam durante as Sectionals, e com isso seguirá em uma missão para encontrar as evidências. Tina e as garotas do Glee Club organizam um baile chamado Sadie Hawkins no McKinley High, no qual são as mesmas que tem o poder de convidar seus pares. Como Finn está sem ideias de uma tarefa semanal por conta da falta de vontade dos alunos em proseguirem, pelo fato de terem perdido as sectionals, ele conversa com Beiste que mostra que o melhor caminho é aproveitar o tema da semana: Sadie Hawkins. Tina é a primeira a se apresentar e para a surpresa de todos, convida Blaine, que rejeita o convite. Os irmãos Puckerman conversam e Jake diz que Kitty está dando em cima dele. Puck diz que é para ele resistir se ele realmente gosta de Marley e diz que vai cuidar do problema por ele. Brittany tem sua primeira conversa com Marley e a encoraja a convidar Jake para o baile, as duas fazem uma parceira e convidam Jake e Sam (respectivamente) para o baile. Ambos aceitam. Kurt conversa com Rachel sobre Adam (Oliver Kieran-Jones), o veterano que conheceu no coral. Mesmo estando em duvida se ele gosta de Kurt ou não, ele decide testar. Puck tem a conversa com Kitty, pedindo para que ela não ficasse mais atrás de Jake se ela realmente gostasse dele. Kitty diz que não gosta dele, apenas gosta de conseguir o que quer. Após uma breve conversa, fica claro que eles vão juntos ao baile. Tina tem uma conversa franca com Blaine, que admite não ter aceitado o convite, por estar apaixonado pelo Sam. Mesmo estando apaixonada pelo Blaine, Tina decide ajudá-lo e o convida para irem apenas como amigos ao baile. Blaine aceita. No dia do baile, Artie demonstra claramente no palco que não foi convidado por ninguém para ir ao baile e depois disso canta uma musica junto com os garotos do New Directions. Jake admite gostar muito de Marley, que retribui, porem diz que ele terá que ter paciencia com ela. Tina e Blaine dançam e no momento que aconteceria o beijo, Sam interrompe, chamando Blaine para uma reunião no vestiário. As meninas do new directions agora que cantam no baile. Enquanto isso, Sam e Blaine mostram várias evidências que os Warbles estão trapaceando, porem Finn diz que não são provas suficientes. Até que Sam diz ter uma outra prova e chama um dos Warbles, que havia sumido do grupo. Esse Warble admite que após a chegada de Sebastian e Hunter, os Warbles já não eram uma familia e que estavam tomando uma certa substancia ilegal para ficarem melhores nas competições. Blaine volta correndo para o baile para ter uma dança lenta com Tina. As meninas que ainda estão sem par, ficam sentadas na escada, tristes. Beiste encoraja as garotas a irem atrás de seus parceiros. Nesse mesmo momento, Kurt está tirando uma prova final com Adam, para ver se ele realmente gosta do Kurt. Ao momento que as garotas tomam coragem (e Kurt também) Artie aceita dançar com Sugar, Joe aceita dançar com Lauren e Adam aceita sair com Kurt. Na dança lenta, é visto que mesmo dançando com Tina, Blaine fica triste por ver que Sam está feliz com Brittany. Rachel convida Brody para jantar, porem o mesmo se atrasa. Rachel irritada tenta cancelar o jantar, dizendo que o Brody poderia se importar mais. Brody pede desculpas e diz que está pensando em se mudar para perto. Rachel o convida para morar com ela. |              |                                                                              |                     |                                |                         |                  |                     |
| 78 | 12           | "Naked" "(Nu)" (BR)                                                          | Ian Brennan         | Ryan Murphy                    | 31 de janeiro de 2013   | 4ARC12           | 5.48                |
| O membros do New Directions precisam juntar dinheiro para viajarem para as regionais, e, com uma ideia de Tina, o Glee Club produzirá um calendário sensual, deste jeito levantando fundos para sua viagem às Regionais. Quinn e Santanna vão para NY, ajudar Rachel pedindo que ela não faça uma cena nua num filme colegial. Finn e Sue se confrontarão frente a frente. |              |                                                                              |                     |                                |                         |                  |                     |
| 79 | 13           | "Diva" "(Diva)" (BR)                                                         | Paris Barclay       | Brad Falchuk                   | 7 de fevereiro de 2013  | 4ARC13           | 6.03                |
| Os jovens do New Directions serão encorajados para libertarem o espírito diva que vive dentro de cada um. Kurt e Rachel competirão entre si pelo direito de se gabarem na NYADA. O retorno de Santana causará problemas para Sam e Brittany. Com o distanciamento de Will, Finn e Emma se ajudarão mutualmente em seus problemas. |              |                                                                              |                     |                                |                         |                  |                     |
| 80 | 14           | "I Do" "(Eu Aceito)" (BR)                                                    | Brad Falchuk        | Ian Brennan                    | 14 de fevereiro de 2013 | 4ARC14           | 5.13                |
| Emma fica nervosa com a aproximação do seu casamento no dia dos namorados, e foge do casamento. Will havia dado a Finn e ao New Directions a tarefa de serem o entretenimento da recepção do casamento. A tarefa da semana é, apropriadamente, canções românticas, já que também era semana de comemoração do Valentine's Day. Ryder se esforça para esconder seus verdadeiros sentimentos por Marley, mesmo ajudando o namorado dela, Jake, a dar a ela um dia dos namorados inesquecível. Faíscas voam quando antigos relacionamentos são reacendidos e novos e inesperados como Santanna e Quinn começam. Rachel ajuda Finn enquanto ele luta para manter um segredo, levando a uma reviravolta imprevista de eventos. |              |                                                                              |                     |                                |                         |                  |                     |
| 81 | 15           | "Girls (and Boys) On Film" "(Meninas e Meninos no Filme)" (BR)               | Ian Brennan         | Michael Hitchcock              | 7 de março de 2013      | 4ARC15           | 6.72                |
| Os membros do New Directions se enfrentam numa competição de mash-ups entre meninos e meninas usando músicas de filmes. A espionagem de Santana resulta em duas descobertas chocantes. |              |                                                                              |                     |                                |                         |                  |                     |
| 82 | 16           | "Feud" "(Rixa)" (BR)                                                         | Bradley Buecker     | Roberto Aguirre-Sacasa         | 14 de março de 2013     | 4ARC16           | 5.37                |
| Os alunos do New Directions intervém quando a tensão continua a crescer entre Finn e Mr. Schue. Os gleeks tomam o lugar dos professores e passam a tarefa da semana com o tema ‘rixas musicais épicas’ na esperança de que isso leve paz aos seus líderes, e a tarefa acaba incluindo vários outros membros do glee club, que ficam pressionando questões pessoais entre si. Santana suspeita de Brody e suas atividades “extra-curriculares”. Enquanto isso, Blaine e Sue competem em um sing-off para determinar o futuro de Blaine como cheerio, e Ryder começa a se apaixonar por uma garota com quem ele só se comunicou por mensagens. |              |                                                                              |                     |                                |                         |                  |                     |
| 83 | 17           | "Guilty Pleasures" "(Prazeres Vergonhosos)" (BR)                             | Eric Stoltz         | Russel Friend & Garrett Lerner | 21 de março de 2013     | 4ARC17           | 5.91                |
| Quando Sam e Blaine confessam seus Guilty Pleasures (O de Sam é arte com macarrão e o de Blaine é Wham!), eles descobrem que a troca de segredos fortaleceu a amizade deles, e com a ida de Finn e com Mr. Schue doente, a dupla toma a liderança do glee club. Na tentativa de aproximar os alunos do New Directions, eles sugerem que a tarefa da semana seja que eles se apresentem com seus próprios guilty pleasures musicais. O que começa como um exercício muito pessoal e potencialmente embaraçoso, se transforma numa demonstração de amizade, quando descobrem que muitos deles têm coisas favoritas em comum, que se preocupavam em expôr achando que iriam parecer ridículos. Enquanto isso, em Nova York, o guilty pleasure de Kurt é revelado e Rachel descobre a verdade sobre Brody, levando-a a tomar uma decisão sobre o futuro deles. |              |                                                                              |                     |                                |                         |                  |                     |
| 84 | 18           | "Shooting Star" "(Disparando Pra Fama)" (BR)                                 | Bradley Buecker     | Matthew Hodgson                | 11 de abril de 2013     | 4ARC18           | 6.67                |
| Enquanto o New Directions se prepara para as Regionais, alguns dos gleeks se distraem pela presidente do Clube de Astronomia, Brittany, que prevê um meteoro (talvez seja um cometa, quem sabe um asteroide?) que atingirá Lima. Para a tarefa da semana, Will dá o tema “Última Chance”, na esperança de que o medo do desastre iminente (embora improvável) inspire-os a viverem cada dia como se fosse o último. Enquanto a lição de Will tem o residual efeito de incitar a técnica Beiste a fazer uma confissão sincera e inesperada, sua premissa de repente adquire novo significado quando a escola é imersa em um evento terrivelmente real, um tiroteio. Nesse meio-tempo, Ryder descobre, para seu alegria, que Katie – a garota que ele vem se comunicando somente por mensagens – estuda no McKinley, e decide iniciar o próximo passo no relacionamento. |              |                                                                              |                     |                                |                         |                  |                     |
| 85 | 19           | "Sweet Dreams" "(Doces Sonhos)" (BR)                                         | Elodie Keene        | Ross Maxwell                   | 18 de abril de 2013     | 4ARC19           | 6.14                |
| Quando Will descobre que o tema das Regionais será “sonhos”, sem cerimônia, ele monta uma set-list repleta de músicas dos anos 80 que nenhum membro do glee club fica animado para cantar. Ignorando a reação deles, Will permanece em sua decisão. Enquanto isso, Marley, que vem secretamente escrevendo canções originais, tenta trabalhar sua coragem e confiança para sugerir que Mr. Schue olhe sua música como uma alternativa. Rachel se prepara para a qual ela acredita ser a audição mais importante da sua vida: uma chance de interpretar Fanny Brice na nova produção da Broadway de Funny Girl. Enquanto ela se prepara para seguir os passos de Barbra Streisand na sua oportunidade de ganhar o mesmo papel icônico que fez se sua ídolo uma estrela, ela recebe uma visita surpresa de Shelby Corcoran, que dá conselhos valiosos e perspicazes. Finn começa a se adaptar em sua nova vida como estudante universitário na Universidade de Lima. Enquanto ele entra facilmente na atmosfera de festas escolares com seu novo companheiro de quarto, Puck, que resultam em conversas sinceras dos dois velhos amigos, e a oferta de um terceiro, para ajuda-lo a focar novamente em suas prioridades. |              |                                                                              |                     |                                |                         |                  |                     |
| 86 | 20           | "Lights Out" "(No Escuro)" (BR)                                              | Paris Barclay       | Ryan Murphy                    | 25 de abril de 2013     | 4ARC20           | 5.24                |
| Will fica preocupado quando descobre que um dos concorrentes das Regionais tem uma arma secreta na forma de uma estudante do segundo ano com uma voz tão poderosa que poderia causar a derrota do New Directions. Quando o McKinley sofre uma queda de energia em massa deixando o glee club incapaz de ensaiar com seus equipamentos eletrônicos, Will se aproveita da situação ao “desplugar” na esperança de que isso incentive os alunos a encontrarem suas próprias grandes vozes; a lição da semana leva Artie e os outros a descobrirem um som novo e único. Com Sue se sentindo perfeitamente contente com sua carreira como instrutora de aeróbica em uma academia local, Blaine – convencido de que há mais por trás de sua demissão do que ela admite – se dispõe a descobrir a verdade numa tentativa de reivindicar a antiga treinadora das Cheerios. Enquanto Ryder continua tentando descobrir com quem ele vem conversando virtualmente, ele revela um segredo embaraçoso para os outros alunos, e descobre que não foi o único que passou por isso. Em Nova York, preocupados com que Santana esteja desperdiçando seu talento dançando em bares, Kurt e Rachel a encorajam a tomar uma medida para realizar seu sonho, apesar do fato dela ainda não saber o que quer. |              |                                                                              |                     |                                |                         |                  |                     |
| 87 | 21           | "Wonder-ful" "(Maravilhoso)" (BR)                                            | Wendey Stanzler     | Brad Falchuk                   | 2 de maio de 2013       | 4ARC21           | 5.19                |
| O humor de Will aumenta quando ele recebe várias notícias boas de seus alunos. Depois de recuperar seu otimismo, ele tenta compartilhar sua energia positiva com eles pela lição da semana com as músicas de Stevie Wonder. Artie fica sabendo que foi aceito na faculdade de sua escolha. Quando ele hesita em seu sonho de se tornar um cineasta, é preciso de estímulo de uma pessoa inesperada para confrontar a única pessoa que ele acha que está lhe prendendo … sua mãe. Enquanto Rachel se prepara para seu callback para Funny Girl, ela descobre que a política da NYADA requer que suas atividades extra-curriculares sejam aprovadas por seus instrutores, levando seus sonhos a serem traçados por uma vingativa e invejosa Cassandra July. Além disso, Mercedes e Mike retornam a Lima para ajudarem o New Directions a se prepararem paras as Regionais, enquanto a dupla leva alguns dos membros do coral debaixo de suas asas, Mercedes lida com notícias desanimadoras vindas de Los Angeles, fazendo com que ela tome uma decisão ousada sobre seu futuro. E quando Kurt volta para casa para ver como a saúde de seu pai com câncer está, Blaine pensa sobre seu próprio futuro com Kurt e pede um conselho a Burt. |              |                                                                              |                     |                                |                         |                  |                     |
| 88 | 22           | "All or Nothing" "(Tudo ou Nada)" (BR)                                       | Bradley Buecker     | Ian Brennan                    | 9 de maio de 2013       | 4ARC22           | 5.92                |
| Quando Brittany inacreditavelmente atinge quase que perfeitamente a pontuação do SAT (vestibular), ela ganha uma entrevista de admissão na MIT, e administradores da escola tentam compreender seus resultados impressionantes em comparação a seu não tão bom histórico escolar. Em preparação para as Regionais, Will anuncia o set list do New Directions, que inclui uma das músicas originais, escrita por Marley. Apesar das suas expectativas serem muito positivas, as chances do coral ganhar são muito reduzidas quando duas pessoas se recusam a se apresentarem, mas eles conseguem ganhar, levando o prêmio pra escola. Sem se deixar intimidar pelos contrariadores, Blaine continua com seus preparativos para pedir Kurt em casamento, levando o casal a testemunhar um evento inspirador. Depois de descobrir a identidade de “Katie”, Marley admite que era ela, a fim de proteger a verdadeira pessoa, que está arrependida e envergonhada e preservar a paz do Glee club. A mentira cria uma tensão ainda maior levando a real “Katie” a confessar. Enquanto isso, depois de seu retorno de Boston, colegas e professores notam uma mudança significativa e preocupante no comportamento de Brittany e tentam mudar isso e Rachel dá tudo de si no seu callback final para Funny Girl. |              |                                                                              |                     |                                |                         |                  |                     |